# 各種学校一覧
各種学校一覧（かくしゅがっこういちらん）では、日本の各種学校について列挙する。なお、閉校や一条校に転換した各種学校についてはCategory:日本の各種学校 (廃止)も参照。

## 神仏関係
- 東京仏教学院 (東京都中央区)
- 日本聖書神学校 (東京都新宿区)
- 聖契神学校 (東京都目黒区)
- 農村伝道神学校 (東京都町田市)
- 聖公会神学院 (東京都世田谷区)
- 中央聖書神学校 (東京都豊島区)
- 日本ルーテル神学校 (東京都三鷹市)
- 新潟聖書学院 (新潟県)
- 曹洞宗高等尼学林 (愛知県)
- 中央仏教学院 (京都府)
- 大谷専修学院 (京都府)
- 大阪聖書学院 (大阪府)
- 行信教校 (大阪府)
- 関西聖書神学校（兵庫県）
- 天理教語学院 (奈良県)
- 天理教校 (奈良県)

## 簿記学校等
- 石巻経理学校 (宮城県)
- 佐沼経理学校 (宮城県)
- 小野池學院 (群馬県)
- 嶋田経理学校 (千葉県)
- いずみ計算実務学校 (長野県)
- 臼田経理学校 (長野県)
- 暁商業総合学園 (長野県)
- 上田商業学校 (長野県)
- 加納高等速算学校 (岐阜県岐阜市)　※休校中
- 大石高等速算学校 (岐阜県大垣市)
- Be School (岐阜県高山市)
- 大喜スタディ・スクール (岐阜県羽島市)
- 中部速算学校 (岐阜県土岐市)
- 関谷そろばん学校 (岐阜県羽島郡笠松町)
- 立木珠算学校 (岐阜県大野郡大野町)
- 郡上高等珠算学校 (岐阜県郡上市)
- 東海経理学校 (愛知県)
- 四条畷高徳学院 (大阪府四條畷市)
- 高田経理学校 (奈良県)
- 岡崎高等計理学校 (愛知県)
- 森部綜合学園 (愛知県)
- 税経学院 (広島県)
- 沖縄税務経理学院 (沖縄県)
- 沖縄技能専修学院 (沖縄県)

## 語学学校
- 綾紘学園環球日本語学習院学校 (宮城県)
- 大原日本語学院 (東京都千代田区)
- 新宿日本語学校 (東京都新宿区)
- 東亜学院 (東京都港区)
- キルビー学院 (東京都新宿区)
- KCP地球市民日本語学校 (東京都新宿区)
- 中央工学校付属日本語学校 (東京都北区)
- 日本学生支援機構日本語教育センター (東京都新宿区)
- 東京工科大学附属日本語学校 (東京都大田区)
- 財団法人言語文化研究所附属外国人学校 (東京都)
- ブリティッシュ・スクール (東京都渋谷区)
- イーストウェスト日本語学校 (東京都中野区)
- 千駄ヶ谷日本語学校 (東京都新宿区)
- ジェット日本語学校 (東京都北区)
- 東京外語学園日本語学校 (東京都北区)
- 赤門会日本語学校本校・日暮里校 (東京都荒川区)
- 秀林日本語学校 (東京都墨田区)
- 山野日本語学校 (東京都渋谷区)
- 東京国際大学付属日本語学校 (東京都新宿区)
- 東京ギャラクシー日本語学校 (東京都中央区)
- 東京日本語学校 (東京都渋谷区)
- 東京工学院日本語学校 (東京都渋谷区)
- メロス言語学院 (東京都豊島区)
- 東洋言語学院 (東京都江戸川区)
- ISI外語カレッジ (東京都豊島区)
- 富士日本語学校 (東京都板橋区)
- ABK学館日本語学校 (東京都文京区)
- 武蔵浦和日本語学院 (埼玉県)
- 白百合英会話学校 (千葉県)
- 信州外語学院 (長野県)
- スバル学院本巣校 (岐阜県本巣市)
- スバル学院大垣校 (岐阜県大垣市)
- ホツマインターナショナルスクール (岐阜県岐阜市）
- 国際ことば学院 (静岡県)
- 静岡日本語教育センター (静岡県)
- 鈴木英学園 (静岡県)
- 名古屋YWCA学院日本語学校 (愛知県)
- 名古屋国際学園 (愛知県)
- 京都信明学校
- 日本学生支援機構大阪日本語教育センター (大阪府）
- セイドー外国語学院 (兵庫県)
- 姫路YMCA学園 (兵庫県)
- 関西外語学院(KGG) (和歌山市)
- 弥勒の里国際文化学院日本語学校 (広島県)
- 三原国際外語学院 (広島県)
- 九州英和学館国際言語学院 (福岡県)
- 日本文化語学院 (福岡県)
- メリック日本語学校 (大阪府)

## 自動車学校
ここでは日本の自動車教習所について記述されています。専修学校（専門学校）とは異なります。
日本の自動車教習所一覧も参照。
- 函館自動車学校 (北海道)
- 学校法人北海道科学大学北海道自動車学校 (北海道)
- 札幌東自動車学校 (北海道)
- 室蘭総合自動車学校 (北海道)
- 八雲自動車学校 (北海道)
- 帯広自動車学校 (北海道)
- 北海道クミアイ自動車学校 (北海道)
- 北見自動車学校 (北海道)
- 網走自動車学校 (北海道)
- 札幌篠路自動車学校 (北海道)
- 埼玉県自動車学校 (埼玉県)
- 東松山自動車学校 (埼玉県)
- トヨタドライビングスクール東京
- こまつ自動車学校 (石川県)
- ドライビングスクールエクシール城東 (石川県)
- 羽咋自動車学校 (石川県)
- 加賀自動車学校 (加賀市#各種学校|石川県)
- 石川県加南自動車学校 (石川県)
- 七尾自動車学校 (石川県)
- 太陽自動車学校 (石川県)
- 大徳自動車学校 (石川県)
- 東部自動車学校 (石川県)
- 能登自動車学校 (石川県)
- 北鉄自動車学校 (石川県)
- 北陸中部自動車学校 (松任市#各種学校|石川県)
- 輪島綜合自動車学校 (石川県)
- 三田洞自動車学校 (岐阜県岐阜市)
- 高山自動車学校 (岐阜県高山市)
- 大原自動車学校 (岐阜県多治見市)
- 多治見自動車学校 (岐阜県多治見市)
- 那加自動車学校 (岐阜県各務原市)
- 西濃自動車学校 (岐阜県海津市)
- あいち自動車学校 (愛知県)
- 一宮自動車学校 (愛知県)
- 岡崎自動車学校 (愛知県)
- 名鉄自動車学校 (愛知県)
- 大治自動車学校 (愛知県)
- 中部日本自動車学校 (愛知県)
- 東海自動車学校 (愛知県)
- アクロス中央自動車学校 (福井県)
- 砺波自動車学校 (福井県)
- 綾部自動車学校 (京都府)
- 園部安全自動車学校 (京都府)
- 京都府福知山自動車学校 (京都府)
- 近鉄自動車学校 (大阪府）
- 姫路自動車学校 (兵庫県)
- 伊川谷自動車学院 (兵庫県)
- 兵庫県自動車学校西宮本校 (兵庫県)
- 兵庫県自動車学校姫路分校 (兵庫県)
- 兵庫県自動車学校明石分校 (兵庫県)
- 春日自動車学校 (奈良県)
- 西の京自動車学校 (奈良県)
- 奈良自動車学校 (奈良県)
- 王寺自動車学校 (奈良県)
- 葛城自動車学校 (奈良県)
- 五条自動車学校 (奈良県)
- 香芝自動車学校 (奈良県)
- 東福岡自動車学校 (福岡県)
- 福岡県自動車学校 (福岡県)
- 西鉄自動車学校 (福岡県)
- 九州自動車学校 (福岡県)
- 苅田自動車学校 (福岡県)
- 久留米第一自動車学校 (福岡県)
- 瀬高自動車学校 (福岡県)
- 黒崎ドライビングスクール (福岡県)

## バレエ・ダンス・音楽・演劇等
- 常磐音楽舞踊学院 (福島県)
- 梅若能楽学院 (東京都中野区)
- 東邦音楽学校 (東京都文京区)
- 東京舞踊学校 (東京都台東区)
- こまどり芸術学園 (東京都大田区)
- サカモトミュージックスクール (東京都世田谷区)
- 兼六民俗芸能学校 (石川県)
- カワイ音楽学園 (静岡県)
- ムンド・デ・アレグリア学校 (静岡県)
- 東山女子技芸学校 (京都府)
- 八坂女紅場学園/祇園女子技芸学校 (京都府)
- 西野バレエ学園 (大阪府)
- 畑節子バレエ学院 (大阪府)
- 大阪音楽学院 (大阪府)
- ツルタバレエ芸術学校 (福岡県)
- 宝塚音楽学校 (兵庫県)
- しらさぎ音楽学院 (兵庫県)
- 江川バレエ・スクール (兵庫県)
- 渡バレエ学校 (兵庫県)

## 予備校・美校
- 帯広美術工芸学院 (北海道)
- 河合塾札幌校 (北海道)
- 創研学園看予備 (北海道)
- 大学受験予備校クラズユニック (北海道)
- 駿台予備学校札幌校 (北海道)
- 北海道アートクラフトアカデミー (北海道)
- 駿台予備学校仙台校 (宮城県)
- 駿優予備学校郡山校 (福島県)
- 水戸駿優予備学校 (茨城県)
- 大学受験予備校駿優宇都宮校 (栃木県)
- 河合塾マナビス高崎校 (群馬県)
- 埼玉美術学院 (埼玉県)
- 新藤花道学院 (埼玉県)
- ふなばし美術学院 (千葉県)
- 御茶の水美術学院 (東京都千代田区)
- 毎日セミナー (東京都新宿区)
- 一橋学院早慶外語 (東京都新宿区)
- アートマスターズスクール (東京都中央区)
- 武蔵野美術学園 (東京都武蔵野市)
- 慶英学院高等予備校 (長野県)
- 松本大学予備校 (長野県)
- 上田予備学校 (長野県)
- 信州予備学校 (長野県)
- 長野予備学校 (長野県)
- 河合塾岐阜校 (岐阜県)
- 駿台予備学校名古屋校 (愛知県)
- 金沢美術学院 (石川県)
- 金沢駅西予備校 (石川県)
- 金沢中央予備校 (石川県)
- 河合塾千種校 (愛知県)
- 河合塾豊橋校 (愛知県)
- 河合塾名駅校 (愛知県)
- 河合塾名古屋校/河合塾美術研究所 (愛知県)
- 中村塾 (愛知県)
- 大阪文化国際学校 (大阪府)
- 新大阪予備校 (大阪府)
- 関西ゼミナール予備校 (大阪府)
- 駿台予備学校大阪校 (大阪府)
- 河合塾大阪校 (大阪府)
- 駿台予備学校大阪南校 (大阪府)
- 河合塾上本町校 (大阪府)
- 河合塾天王寺校 (大阪府)
- 書窓学院 (兵庫県)
- 紫光学園大学予備校 (兵庫県)
- 駿台予備学校神戸校 (兵庫県)
- 英数学館加古川校 (兵庫県)
- 姫路予備校 (兵庫県)
- 神戸デザイナー学院 (兵庫県)
- コロンビア学院予備校 (兵庫県)
- 神戸セミナー (兵庫県)
- 創学ゼミナール (兵庫県)
- 広島YMCA学園 (広島市)
- 河合塾福山校 (広島県)
- 福山YMCA学院 (広島県)
- ひろしま美術研究所 (広島市)
- NPO法人教育相談ウェル・フィールド福山東林館 (広島県)
- 土佐塾予備校 (高知県)
- 高知芸術学園 (高知県)
- 高知学芸進学アカデミー (高知県)
- TCC高等学院 (高知県)
- 住友総合学園 (高知県)
- 美術研究所村上画塾 (福岡県)
- 福高研修学園 (福岡県)
- 北九州予備校小倉校 (福岡県)
- 宮崎栄進学院 (宮崎県)
- 三愛高等学院 (沖縄県)

## 医療・看護系学校
- 深川医師会附属准看護学院 (北海道)
- 石巻市医師会附属准看護学校 (宮城県)
- 大崎市医師会附属高等看護学校 (宮城県)
- 大崎市医師会附属准看護学校 (宮城県)
- 医療法人社医団スズキ病院附属助産学校 (宮城県)
- 前橋市医師会立前橋准看護学校 (群馬県)
- 前橋市医師会立前橋高等看護学院 (群馬県)
- 桐生市医師会立桐生准看護学校 (群馬県)
- 沼田准看護学校 (群馬県)
- 渋川准看護学校 (群馬県)
- 碓氷安中准看護学校 (群馬県)
- 吾妻郡医師会立吾妻准看護学校 (群馬県)
- 朝霞准看護学校 (埼玉県)
- 入間市医師会立入間准看護学校 (埼玉県)
- 大宮准看護学校 (埼玉県)
- 桶川北本伊奈地区医師会立准看護学校 (埼玉県)
- 北埼玉郡市医師会准看護学校 (埼玉県)
- 熊谷准看護学校 (埼玉県)
- 草加八潮医師会准看護学校 (埼玉県)
- 所沢市医師会立所沢准看護学院 (埼玉県)
- 比企准看護学校 (埼玉県)
- 本庄准看護学校 (埼玉県)
- 社団法人香取郡市医師会附属佐原准看護学校 (千葉県)
- 母子保健研修センター助産師学校 (東京都文京区)
- 宗教法人「総本山長生寺」付属長生学園あん摩・マッサージ・指圧師科 (東京都大田区)
- 博慈会高等看護学院 (東京都足立区)
- 岡谷市医師会附属准看護学院 (長野県)
- 上伊那医師会附属准看護学院 (長野県)
- 諏訪市医師会附属准看護学院 (長野県)
- 小松市医師会附属小松准看護学院 (石川県)
- 岐阜市医師会准看護学校 (岐阜県岐阜市)
- 大垣市医師会准看護学校 (岐阜県大垣市)
- 多治見市医師会准看護学校 (岐阜県多治見市)
- 羽島市医師会准看護学校 (岐阜県羽島市)
- 土岐医師会准看護学校 (岐阜県土岐市)
- 各務原市医師会准看護学校 (岐阜県各務原市)
- 可児医師会加茂医師会立可茂准看護学校 (岐阜県可児市)
- 名古屋鍼灸学校 (愛知県)
- 砺波准看護学院 (福井県)
- 聖バルナバ助産師学院 (大阪府)
- 東大阪准看護学院 (大阪府)
- 西広島福祉学院 (広島市)
- 安佐准看護学院 (広島市)
- 尾道准看護学院 (広島県)
- 清和准看護学院 (高知県)
- 児湯准看護学校 (宮崎県)
- 伊万里看護学校 (佐賀県)
- 出水郡医師会立准看護学校 (鹿児島県)

## インターナショナル・スクール
- 北海道インターナショナルスクール (北海道)
- 北海道朝鮮初中高級学校 (北海道)
- 東北朝鮮初中高級学校 (宮城県)
- 宮城朝鮮学園 (宮城県)
- 東北インターナショナルスクール高等科 (宮城県)
- 群馬朝鮮初中級学校 (群馬県)
- エスコーラ・パラレロ 太田校 (群馬県)
- 埼玉朝鮮初中級学校 (埼玉県)
- 千葉朝鮮初中級学校 (千葉県)
- 東京韓国学校 (東京都新宿区)
- 東京中華学校 (東京都千代田区)
- リセ・フランコ・ジャポネ・ド・東京PRIMAIRE（東京富士見校）,SECONDAIRE（東京柳北校） (東京都)
- アメリカンスクール・イン・ジャパン (東京都調布市)
- アメリカン・スクール・イン・ジャパン・アーリーラーニングセンター (東京都港区)
- インディア　インターナショナルスクール　イン　ジャパン (東京都江東区)
- K.インターナショナルスクール東京 (東京都江東区)
- セント・メリーズ・インターナショナル・スクール (東京都世田谷区)
- ドルトンスクール東京 (東京都渋谷区)
- ニューインターナショナルスクールオブジャパン (東京都豊島区)
- ブリティッシュ・スクール・イン・東京 (東京都渋谷区)
- ブリティッシュ・スクール・イン・トウキョウ昭和 (東京都世田谷区)
- 清泉インターナショナル学園 (東京都世田谷区)
- 聖心インターナショナルスクール (東京都渋谷区)
- 東京国際フランス学園 (東京都北区)
- 西町インターナショナルスクール (東京都港区)
- 西東京朝鮮第1初中級学校 (東京都立川市)
- 西東京朝鮮第2幼初中級学校 (東京都町田市)
- 東京朝鮮第1幼初中級学校 (東京都荒川区)
- 東京朝鮮第2初級学校 (東京都江東区)
- 東京朝鮮第3初級学校 (東京都板橋区)
- 東京朝鮮第4初中級学校 (東京都足立区)
- 東京朝鮮第5初中級学校 (東京都墨田区)
- 東京朝鮮第6幼初級学校 (東京都大田区)
- 東京朝鮮中高級学校 (東京都北区)
- 東京朝鮮第9初級学校 (東京都杉並区)
- 朝鮮大学校 (東京都小平市)
- 鶴見朝鮮初級学校 (神奈川県)
- 東京横浜独逸学園 (神奈川県)
- 川崎朝鮮初中級学校 (神奈川県)
- 南武朝鮮初級学校 (神奈川県)
- ホライゾンジャパンインターナショナルスクール (神奈川県)
- 神奈川朝鮮中高級学校 (神奈川県)
- 横浜朝鮮初級学校 (神奈川県)
- サンモールインターナショナルスクール (神奈川県)
- 横浜インターナショナルスクール (神奈川県)
- 横浜中華学院 (神奈川県)
- 横浜山手中華学校 (神奈川県)
- 新潟朝鮮初中級学校 (新潟県)
- 長野朝鮮学園 (長野県)
- 長野朝鮮初中級学校 (長野県)
- 静岡朝鮮初中級学校 (静岡県)
- 浜松朝鮮初中級学校 (静岡県)
- ムンド・デ・アレグリア (静岡県)
- エスコーラ・アレグリア・デ・サベール　浜松校 (静岡県)
- エスコーラ・フジ (静岡県)
- 愛知朝鮮第七初級学校 (愛知県)
- 愛知朝鮮中高級学校 (愛知県)
- 東春朝鮮初級学校 (愛知県)
- 豊橋朝鮮初級学校 (愛知県)
- 名古屋韓国学校 (愛知県)
- 名古屋朝鮮初級学校 (愛知県)
- カンティーニョ学園 (愛知県)
- エスコーラ・アレグリア・デ・サベール　豊橋校 (愛知県)
- エスコーラ・アレグリア・デ・サベール　豊田校 (愛知県)
- エスコーラ・アレグリア・デ・サベール　碧南校 (愛知県)
- 岐阜朝鮮初中級学校 (岐阜県岐阜市)
- HIRO学園 (岐阜県大垣市)
- イザキ・ニュートン・カレッジ (岐阜県美濃加茂市)
- ニッケン学園 (三重県)
- エスコーラ・アレグリア・デ・サベール　鈴鹿校 (三重県)
- 四日市朝鮮初中級学校 (三重県)
- 京都朝鮮中高級学校
- 京都朝鮮初級学校
- 京都インターナショナルユニバーシティー
- 京都インターナショナルユニバーシティーアカデミー
- 大阪中華学校 (大阪府)
- 大阪朝鮮高級学校 (大阪府)
- 中大阪朝鮮初・中級学校 (大阪府)
- 東大阪朝鮮初級学校 (大阪府)
- 東大阪朝鮮中級学校 (大阪府)
- 南大阪朝鮮初級学校 (大阪府)
- 北大阪朝鮮初・中級学校 (大阪府)
- 西大阪朝鮮初級学校 (大阪府)
- 大阪朝鮮第四初級学校 (大阪府)
- 大阪福島朝鮮初級学校 (大阪府)
- 生野朝鮮初級学校 (大阪府)
- 城北朝鮮初級学校 (大阪府)
- 大阪福島朝鮮初級学校 (大阪府)
- 泉州朝鮮初級学校 (大阪府泉大津市)
- 大阪インターナショナルスクール (大阪府)
- 芦屋インターナショナルスクール (兵庫県)
- 伊丹朝鮮初級学校 (兵庫県)
- マリスト・ブラザーズ・インターナショナル・スクール (兵庫県)
- 神戸ドイツ学院インターナショナル (兵庫県)
- 神戸韓国学園 (兵庫県)
- 神戸中華同文学校 (兵庫県)
- 神戸朝鮮高級学校 (兵庫県)
- 神戸朝鮮初中級学校 (兵庫県)
- 聖ミカエル国際学校 (兵庫県)
- 西神戸朝鮮初級学校 (兵庫県)
- 西播朝鮮初中級学校 (兵庫県)
- 尼崎韓国学園 (兵庫県)
- 尼崎朝鮮初中級学校 (兵庫県)
- 兵庫韓国学園 (兵庫県)
- 明石朝鮮初級学校 (兵庫県)
- カナディアン・アカデミー (兵庫県)
- ルーテル国際学園ノルウェー学校 (兵庫県)
- 神戸ドイツ学院 (兵庫県)
- 奈良朝鮮初中級学校 (奈良県)
- 広島朝鮮初・中・高級学校 (広島市)
- 広島インターナショナルスクール (広島市)
- 四国朝鮮初中級学校 (愛媛県)
- 福岡インターナショナルスクール (福岡県)
- 福岡朝鮮初級学校 (福岡県)
- 九州朝鮮中高級学校 (福岡県)
- 北九州朝鮮初級学校 (福岡県)
- 沖縄クリスチャンスクールインターナショナル (沖縄県)

## 理容・美容系学校
- 山形理容学校（山形県）
- 東海美容学校 (愛知県)
- 宇和島美容学校（愛媛県）
- 鹿児島美容専門学校（鹿児島県）
- 那覇高等美容学校 (沖縄県)

## 裁縫系学校
- 竹田洋裁女学院 (北海道)
- 札幌服飾アカデミー (北海道)
- 函館和洋裁女学校 (北海道)
- 函館ふじ文化服装学院 (北海道)
- 檜山服装学院 (北海道)
- 昭和洋裁女学院角田分院 (北海道)
- 沼田和裁学院 (北海道)
- 美瑛文化服装学院 (北海道)
- 笹森服装学院 (北海道)
- 奥山編物学院 (宮城県)
- 角田明和女学院高等科 (宮城県)
- 岩沼美芸女学院 (宮城県)
- 川崎和洋裁女学院 (宮城県)
- 大郷女子技芸学校 (宮城県)
- 宮城高等技芸学院 (宮城県)
- アイリス技芸学院 (宮城県)
- 長谷川服装学校 (宮城県)
- 岩沼高速編物学院 (宮城県)
- 和洋裁縫女学校 (群馬県)
- 中島和洋裁縫学院 (群馬県)
- 林服飾編物学院 (群馬県)
- 前橋すみれ服装学院 (群馬県)
- 緒形裁縫学院 (群馬県)
- シルバー高等編物学院 (群馬県)
- ミノリ文化服装学院 (群馬県)
- 群馬和裁専門学院 (群馬県)
- 伊勢崎和洋裁縫女学校 (群馬県)
- 根岸服飾編物学院 (群馬県)
- 西山服飾編物学院 (群馬県)
- 富岡ファッションスクール (群馬県)
- 青葉高等洋裁学校 (埼玉県)
- ドレスメーカー双葉洋裁学院 (埼玉県)
- 茂呂編物技芸学校 (千葉県)
- 大門編物学苑 (千葉県)
- 市川和裁技術学院 (千葉県)
- 藤工房和裁学院 (千葉県、京都)
- 石塚文化服装学院 (千葉県)
- すみれ洋裁女学院 (千葉県)
- 藤原裁縫女学院 (千葉県)
- 水代和洋服装学院 (東京都立川市)
- 大和ドレスメーカー女学院 (神奈川県)
- 杉野洋裁研究所 (神奈川県)
- 登戸ドレスメーカー学院 (神奈川県)
- 横須賀洋裁学校 (神奈川県)
- 上越和裁学院 (上越市の学校一覧#各種学校|新潟県)
- アラモード高等技芸学院 (新潟県)
- 高梨編物専修学院 (長野県)
- 佐久料理服装学院 (長野県)
- 松本ホームスクール (長野県)
- 上田ホームスクール (長野県)
- 松本幼児学園 (長野県)
- 石川高等編物学校 (石川県)
- 泉丘文化服装学院 (石川県)
- 船迫編物手芸専修学院 (長野県)
- 双葉編物芸術学院 (長野県)
- 林編物学校 (長野県)
- かなざわ和裁学院 (石川県)
- 羽咋洋裁学院 (石川県)
- 金沢あみもの学園 (石川県)
- 有樹和裁学院 (石川県)
- エメラルド洋裁学院 (静岡県)
- 沼津和裁専門学院 (静岡県)
- 仁藤編物技芸専門学院 (静岡県)
- 渡辺ニッティグスクール (静岡県)
- モードドレスメーカー女学院 (静岡県)
- 華星女子文化学院 (静岡県)
- 三島ドレスメーカー女学院 (静岡県)
- 浜松ブラザー編物学院 (静岡県)
- アヅマ和洋裁学院 (愛知県)
- タカラ洋裁学院 (愛知県)
- ドルトンスクール名古屋 (愛知県)
- ミート洋裁女学園 (愛知県)
- むつみ学園 (愛知県)
- 安藤洋裁学院 (愛知県)
- 一富士洋裁女学院 (愛知県)
- 松操コンピュータ・ソーイングスクール (愛知県)
- 起文化服装学院 (愛知県)
- 成田ドレスメーカー女学院 (愛知県)
- 川崎洋裁女学院 (愛知県)
- 藤井裁縫女学院 (愛知県)
- 豊橋第一ドレスメーカー女学院 (愛知県)
- 弥富洋裁学院 (愛知県)
- 矢野ドレスメーカー女学院 (愛知県)
- 大垣ドレスメーカー女学院 (岐阜県)　※休校中
- いぬい洋裁学院 (岐阜県)　※休校中
- 岐阜編物専門学院 (岐阜県)　※休校中
- 梅香女学院 (大阪府)
- 高等礼法女学校 (大阪府)
- 関西ドレスメーカー学院 (大阪府)
- 大原和服専門学園大阪校 (大阪府)
- 戎橋洋裁学校 (大阪府)
- 双葉服飾学園 (大阪府)
- 千里丘ドレスメーカー女学院 (大阪府)
- 星ヶ丘洋裁学校 (大阪府)
- 誠厚学園 (大阪府)
- 文化編物技芸学院 (大阪府)
- 豊岡高等文化学院 (兵庫県)
- 名村編物学院 (兵庫県)
- 明石編物技芸女学院 (兵庫県)
- 八幡服装学園 (兵庫県)
- 茜洋裁学院 (兵庫県)
- 稲美服装女学院 (兵庫県)
- 加古川ファッションカレッジ (兵庫県)
- 関西デザイナースクール (兵庫県)
- 吉田綜合技芸学院 (兵庫県)
- すずらん洋裁学院 (兵庫県)
- マーキュリー洋裁学院 (奈良県)
- 下市服飾学院 (奈良県)
- 八木服装女学院 (奈良県)
- 橿原女学院 (奈良県)
- 澤衣高等和裁学院 (広島市)
- あいん和裁学院 (広島市)
- 有限会社府中松井和裁 (広島県)
- 青葉高等洋裁学校 (広島県)
- 天心高等洋裁学園 (広島県)
- 青葉文化服装学院 (広島県)
- やすい文化服装学院 (広島市)
- 山本ドレスメーカー女学院 (高知県)
- フヂ服飾デザインスクール (高知県)
- 田中重子製帽専門学院 (福岡県)
- 宮地嶽神社付属高等女子文華学園 (福岡県)
- 芦屋高等洋裁学校 (福岡県)
- スワン文化高等女学院 (福岡県)
- 高千穂編物学院 (宮崎県)
- 宮崎編物服装学院 (宮崎県)
- 宮崎和裁学院 (宮崎県)
- ホワイト洋裁学院 (鹿児島県)
- 池田洋裁学院 (鹿児島県)
- 糸満服装学院 (沖縄県)
- 沖縄ドレスメーカー専門学院 (沖縄県)
- 沖縄ファッションアート学院 (沖縄県)
- 開南洋裁学院 (沖縄県)
- カトレア文化服装学院 (沖縄県)
- 熊谷職業和裁学院 (沖縄県)
- すみれ服装学院 (沖縄県)
- すみれ洋裁学校 (沖縄県)
- 萬田ドレスメーカー専門学院 (沖縄県)

## 料理
- 小百合料理学園 (群馬県)
- 京葉調理師学校 (千葉県)
- 横芝クッキングスクール (千葉県)
- 東京会館クッキングスクール (東京都千代田区)
- 江上料理学院 (東京都新宿区)
- 赤堀料理学園 (東京都文京区)
- 自由ケ丘お料理学校 (東京都世田谷区)
- 日本クッキングスクール (東京都立川市)
- 新潟料理学校 (新潟県)
- 信濃クッキングスクール (長野県)
- 青木クッキングスクール (石川県)
- 興津クッキングスクール (静岡県)
- 川口栄養料理学校 (静岡県)
- 古田クッキングスクール (静岡県)
- 島田料理学校 (静岡県)
- 浜松友クッキングスクール (静岡県)
- 総合カレッジSEO (福井県)
- 関西調理師学校 (大阪府)
- 高知割烹学校 (高知県)

## その他
- 学校法人自由学園自由学園最高学部一般教養4年課程 (東京都東久留米市)
- 合気道学校 (東京都新宿区)
- 学校講道館 (東京都文京区)
- 東京クリーニング学校 (東京都文京区)
- 北海道農業協同組合学校 (北海道)
- 全国漁業協同組合学校 (千葉県)
- 松ケ丘研修学院 (千葉県)
- 長野スクールオブビジネス (長野県)
- 長野ビジネスアカデミー (長野県)
- 長野ビジネス学院 (長野県)
- 中日喫茶調理学院岐阜校 (岐阜県)
- 立木書写書道学校 (岐阜県)
- 京都椅子専門学院 (京都府)
- 高田ビジネスコンピュータ学校 (奈良県)
- 高田書芸学校 (奈良県)
- 建修技術学校 (広島市)
- アドウィンテクノ塾 (広島市)
- 福山グルーミング技術学校 (広島県福山市)
- 村上愛犬・警察犬訓練所 (広島県東広島市)
- エンゼルペットアカデミー (広島市)
- 福山ペットビジネス専門学院 (広島県)
- 福山ペットビジネス専門学院福山駅前分校 (広島県)
- はりまや文化スクール (高知県)
- 宮崎電子工学院 (宮崎県)
- 育英義塾 (沖縄県)
- 沖縄尚学院 (沖縄県)
- 那覇尚学院 (沖縄県)
- ニッケンライセンスアカデミー (沖縄県)
- ユーガー・グルーミング・スクール那覇校 (沖縄県)
- 沖縄学院 (沖縄県)